# Pseudepipona seychellensis
Pseudepipona seychellensis är en stekelart som först beskrevs av Dalla Torre.  Pseudepipona seychellensis ingår i släktet Pseudepipona och familjen Eumenidae. Inga underarter finns listade i Catalogue of Life.